# Millicent Mackenzie

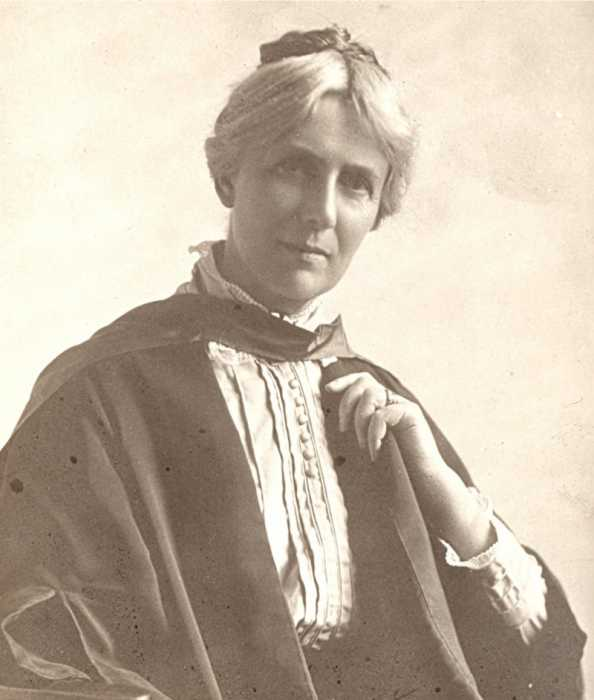
Millicent Mackenzie, 1915

Hester (Hettie) Millicent Mackenzie, geborene Hughes (* 11. Juni 1863 in Bristol; † 10. Dezember 1942 in Brockweir, Gloucestershire) war eine englisch-britische Pädagogin, Politikerin und Frauenwahlrechtsaktivistin. Sie war Professorin für Pädagogik am University College of South Wales and Monmouthshire, die erste weibliche Professorin in Wales und die erste, die an eine vollwertige Universität im Vereinigten Königreich berufen wurde. Sie schrieb über Erziehungsphilosophie, gründete die Cardiff Suffragette Branch, war die einzige weibliche Kandidatin in Wales bei den Parlamentswahlen 1918 und war eine wichtige Initiatorin der Waldorfpädagogik im Vereinigten Königreich.

## Leben
Mackenzie wurde als zweites von drei Kindern des Immobilienmaklers Walter William Hughes (1833–1909) und seiner Frau Hester Catherine, geborene Tuckett (1834–1871), geboren. Ihre Mutter starb, als Hughes sieben Jahre alt war, und die älteste Schwester ihres Vaters kümmerte sich um den Haushalt, bis er 1877 erneut heiratete.
Mackenzie besuchte die Schule im Bristoler Vorort Clifton und 1877 ein Töchterpensionat in Montmirail, Schweiz. Im folgenden Jahr wurde sie Studentin am University College of Bristol.
Ihr Einstieg ins Berufsleben danach in Bristol war prägend für ihre politischen Überzeugungen: Sie leitete eine Schule für arbeitende Männer im Osten Bristols, setzte sich für Frauengewerkschaften ein und stand in Verbindung mit der Independent Labour Party. Ihre Erfahrungen in der sozialen Siedlungsbewegung förderten Mackenzies Interesse am Bildungswesen, und im Herbst 1888 schrieb sie sich am Cambridge Training College ein, wo sie eine lebenslange Freundschaft mit Bildungsaktivistin und ersten Direktorin des Colleges, Elizabeth Phillips Hughes, schloss.
Nach zwei Jahren als Lehrerin an der Sheffield High School for Girls, wurde sie von 1891 bis 1904 war sie Lehrerin am University College of South Wales & Monmouthshire. Hier lernte sie John Stuart Mackenzie kennen, den Professor für Philosophie am University College. Das Paar heiratete 1898, und auf ihren Wunsch hin gestattete ihr das University College, auch danach als Lehrerin dort weiter zu arbeiten. Als das University College in Cardiff die Lehrerausbildung für Frauen eröffnete, wurde sie zu dessen Leiterin ernannt. Die Universität war damals erst wenige Jahre alt und verfolgte gegenüber weiblichen Studenten und Mitarbeitern eine einladende und aufgeklärte Politik. Mit ihrer Ernennung zur außerordentlichen Professorin im Jahr 1904 und zur „Professorin für Pädagogik (Frauen)“ im Jahr 1910 schrieb sie Geschichte. Damit war sie die erste weibliche Professorin in Wales und die erste weibliche Professorin, die an einer Volluniversität im Vereinigten Königreich ernannt wurde. Mackenzie wurde 1909 zum Mitglied des Senats ernannt; sie war die erste Frau, die in den Senat der Hochschule berufen wurde, obwohl sie laut Senatsprotokoll seit dem 25. Oktober 1904 an den Senatssitzungen teilnahm und dort aktiv war.
Sie spielte eine Schlüsselrolle bei der Gründung der College School. Dabei handelte es sich um eine von der Universität gegründete Demonstrationsschule, in der Angehörige der Abteilung für die Ausbildung von Frauen an weiterführenden Schulen Jungen bis zum Alter von 10 Jahren und Mädchen bis zum Alter von 18 oder 19 Jahren unterrichteten
Im Jahr 1909 veröffentlichte sie Hegel’s Educational Theory and Practice („Hegels Pädagogische Theorie und Praxis“), ihr wichtigstes Buch. Im Laufe ihrer Karriere veröffentlichte sie zahlreiche weitere Bücher und Vorträge über Erziehung. 
1913 wurde sie Mitglied der Theosophischen Gesellschaft und schloss sich am 2. Juli 1914 dem Londoner Zweig von Harry Collison an, der sich dem Studium der Werke Rudolf Steiners widmete, der Collison zu seinem offiziellen Übersetzer ins Englische ernannt hatte.
Im Jahr 1915 übernahm Barbara Foxley von Mackenzie die Professur für Pädagogik, da Mackenzie und ihr Mann in den Vorruhestand gingen, um zu reisen und zu schreiben. Im Protokoll der Sitzung des Councils der Universität am 14. Mai 1915 eine festgehalten, dass ihr Rücktritt „mit tiefem Bedauern angenommen wurde“. Erst nach dem Ersten Weltkrieg, als das Reisen wieder möglich war, unternahm sie zusammen mit ihrem Mann zwei Vortragsreisen, die sie zwischen 1920 und 1922 nach Indien, Birma, Ceylon und Europa sowie 1923 nach Berkeley in Kalifornien führten. Im August 1921 war das Ehepaar am Goetheanum in Dornach (Schweiz), um am „Sommerkunstkurs“  für englische Teilnehmer. Hier trafen sie Rudolf Steiner zum ersten Mal, sprachen mit den Mitarbeitern des Goetheanum und erlebten die pädagogische Arbeit an der ersten Waldorfschule. Steiner lobte sie und die von ihnen verfassten philosophischen Werke, insbesondere Hegel’s Educational Theory and Practice und Jack Mackenzies Elements of Constructive Philosophy. Als Ergebnis dieses Besuchs organisierte Mackenzie zu Weihnachten 1921 einen Vortragszyklus für britische Lehrer, der von Steiner und einigen Waldorflehrern gehalten wurde. Etwa vierzig Personen folgten ihrer Einladung und reisten von England nach Dornach, wo Steiner neben einem vielfältigen Rahmenprogramm den Vortragszyklus „Seelenökonomie – Leib, Seele und Geist in der Waldorfpädagogik“ hielt.
Nach ihrer Rückkehr nach England initiierte Mackenzie im April 1922 eine pädagogische Konferenz in Stratford-upon-Avon, war Gründerin und Vorsitzende der Educational Union for the Realisation of Spiritual Values, deren Ziel es war, die pädagogischen Ideen Rudolf Steiners in englischen und amerikanischen Lehrerorganisationen bekannt zu machen und leitete die Organisationsgruppe für die Sommertagung Spiritual Values in Education and Social Life im August 1922 in Oxford. Sie organisierte einen öffentlichen Vortrag Rudolf Steiners über Erziehung am 30. August 1924 in der Essex Hall, London, unter der Schirmherrschaft der Educational Union und hielt die Begrüßungsrede. Durch ihre Bemühungen wurden die Begründer der Steiner-Waldorfpädagogik im Vereinigten Königreich mit diesen Ideen vertraut gemacht und bauten die ersten Schulen auf.
Mackenzie schloss sich der Frauenwahlrechtsbewegung an, war Mitbegründerin der Cardiff and District Women's Suffrage Society und kandidierte als Kandidatin der Labour Party bei den Parlamentswahlen 1918 für den neu geschaffenen Wahlkreis University of Wales, wobei sie allerdings nur 176 der 915 Stimmen erhielt und gegen den liberalen Kandidaten Herbert Lewis verlor. Sie war die erste Frau, die bei einer Parlamentswahl in Wales kandidierte. Eine Kopie ihrer Wahlrede befindet sich in der National Library of Wales.
John Mackenzie, ihr Ehemann, starb im Dezember 1935 in ihrem Haus in dem Dorf Brockweir in der Nähe von Chepstow. Mackenzie bearbeitete seine autobiografischen Aufzeichnungen und veröffentlichte sie 1936. Als 1937 das Rathaus von Brockweir gebaut wurde, spendete sie das Geld für das Gebäude und es wurde zu Ehren ihres Mannes als Mackenzie Hall getauft.
Mackenzie starb am 10. Dezember 1942 in Brockweir und ist auf dem Arnos Vale Cemetery begraben.
Im Jahr 2022 gab der Stadtrat von Cardiff bekannt, dass ein Park zu Ehren von Millicent Mackenzie benannt wird. Der Parc Mackenzie befindet sich hinter dem National Museum Cardiff, zwischen Park Place und Museum Avenue.

## Veröffentlichungen (Auswahl)
- Freedom in Education An Inquiry into Its Meaning, Value And Conditions. Hodder & Stoughton Ltd, London 1905.
- Hegel’s Educational Theory and Practice. S. Sonnenschein & Co., Ltd, London 1909.
- Moral Education: The Training of the Teacher. In: International Journal of Ethics. Band 19, Nr. 4, 1909, S. 419–26, doi:10.1086/intejethi.19.4.2377013.
- Millicent MacKenzie (Hrsg.): John Stuart Mackenzie. [An autobiography.] Williams & Norgate, London 1936.